# Maniac (группа)
Maniac (с англ. — «Маньяк») — австрийская хеви-метал группа, основанная в 1983 году и прекратившая своё существование в 1990 году.

## История
В 1985 году группой был выпущен наиболее известный и значимый в их кратковременном творчестве альбом, под одноименным названием Maniac. Пластинка
была записана в классическом составе из 5 человек (М.Убербахер и К.Джаст — электрогитары и бэк-вокал, М.Веделлер — вокал, В.Ранфтл — бас-гитара и Питер Гараттони — ударные).
Альбом был выпущен немецкой компанией Hot Blood Records, основателем которой являлся барабанщик группы Питер Гаратонни.
Альбом стал хорошо известен за пределами Австрии, например, он нелегально распространялся на виниловых пластинках по территории бывшего СССР и пиратских мк-60 
в СССР в 80-х годах.
В 2010 году фирмой Under Fire Records было выпущено переиздание этого альбома с одним-бонус треком.
Спустя 4 года, в 1989 году на лейбле Koch Records вышел второй и последний полноформатный студийный альбом под названием Look Out. Существуют 2 версии данного альбома — на CD-дисках и на виниловых пластинках.
Помимо альбома Look Out, в 1989 году коллектив выпустил свою последнюю работу — демозапись с 3 песнями, предназначенными для нового студийного альбома, однако, в
том же 1989-м группа распалась.
Дальнейшая судьба участников группы неизвестна, кроме гитариста Маркуса Убербахера и барабанщика Питера Гараттони — первый продолжил выступать в качестве вокалиста в группе под названием Supermaaax, а также выступил в роли звукоинженера при записи альбома A Kiss in the Charnel Fields австрийской авангард блэк-метал-группы Korova в 1995 году.
Питер Гараттони в 1985 году, помимо участия в Maniac, играл в такой группе, как Midnight Darkness, а также в группе под названием Tox. Год спустя, с 1986-го по 1988 год, был
участником немецкой группы Veto, в частности, записал с группой 2 студийных альбома.

## Дискография

### Студийные альбомы
- Maniac (1985)
- Look Out (1989)

### Демо
- Demo (1989)

## Участники
- Марк Веделлер - вокал (1983-1987)
- Маркус Убербахер — гитара, бэк-вокал (1983—1990)
- Кристоф Джаст - гитара, бэк-вокал (1983-1987)
- Крис Джастин — гитара, бэк-вокал(1988—1990)
- Вернер Ранфтл — бас-гитара, бэк-вокал(1983—1987)
- Энди Марбергер — бас-гитара (1988—1990)
- Питер Гараттони — ударные (1983—1987)
- Том Перутка — ударные (1988—1990)